# Olga Sosnovska
Olga Sosnovska (Wieluń (Polen), 21 mei 1972), geboren als Olga Sosnowska, is een Poolse/Britse/Amerikaanse actrice.

## Biografie
Sosnovska werd geboren in Wieluń (Polen), en emigreerde op elfjarige leeftijd met haar familie op elfjarige leeftijd naar Engeland en later naar de Verenigde Staten.
Sosnovska is vanaf 1999 getrouwd met Sendhil Ramamurthy met wie zij twee kinderen heeft.

## Filmografie

### Films
- 2009 Ronna & Beverly - als Yadvina
- 2007 Ocean's Thirteen – als Debbie
- 2004 House of D – als Simone
- 2001 The Lost Empire – als Linda
- 2000 Jason and the Astronauts – als Atalanta

### Televisieseries
Uitgezonderd eenmalige gastrollen.
- 2014 The Leftovers - als Roxanna - 2 afl.
- 2011 Weeds – als Zoya – 4 afl.
- 2008-2009 Heroes – als hulp van Angela - 2 afl.
- 2004-2005 Spooks – als Fiona Carter – 11 afl.
- 2002-2004 All My Children – als Lena Kundera – 21 afl.
- 2001 Take Me – als Andrea Patton – 6 afl.
- 2000 Gormenghast – als Keda – 2 afl.

- International Standard Name Identifier: 0000 0003 7206 310X
- Library of Congress Control Number: no2007018826
- Virtual International Authority File: 58851814
- WorldCat: E39PBJgRXy6Jc6kPVfJvfX7WDq